# كمال الطويل
كمال الطويل (11 أكتوبر 1923 - 9 يوليو 2003) هو مُلحّن ومؤلف موسيقي مصري راحل، كان من أقرب أصدقاء العندليب الأسمر عبد الحليم حافظ والمُلحّن محمد الموجي. وهو آخر من بقي حياً من الذين لحّنوا لأم كلثوم.

## سيرته
ولد في طنطا وكان متعلماً وكان من أسرة وفدية كبيرة وكان اسمه كاملاً هو كمال محمود زكي الطويل وكان والده محمود زكي بك الطويل وبعد دراسته الثانوية سافر إلى القاهرة ليدخل في طريق الفن.

## مع أم كلثوم
التقى كمال الطويل في عدد قليل من الأغاني مع أم كلثوم مثل «لغيرك ما مددت يدا»، و«غريب على باب الرجاء»، والاثنين من كلمات طاهر أبو فاشا. لكن أشهر لقاء لهما كان في أغنية «والله زمان يا سلاحي»، كلمات صلاح جاهين، التي غنتها في عام 1956 إبان العدوان الثلاثي على مصر، والتي اعتمدت نشيداً وطنياً لمصر حتى نهاية السبعينيات من القرن العشرين عندما استبدل بها نشيد «بلادي بلادي» من ألحان سيد درويش.

## مع عبد الحليم حافظ

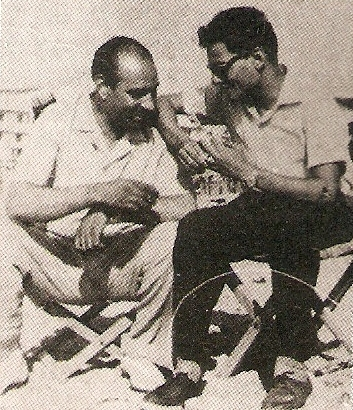
كمال الطويل (على اليسار) مع عبد الحليم حافظ في يوم لقائهما الأول

تعدّ ألحان كمال الطويل التي غناها عبد الحليم حافظ من أجمل وأشهر ألحانه، حيث التقيا في ما يقدر ب 56 أغنية عاطفية ووطنية.
- مع الشاعر مرسي جميل عزيز إلتقيا في مجموعة من الأغاني، مثل موشح «ياضنين الأمس» الذي غناه عبد الحليم في بداياته، كما التقيا مع نفس الشاعر في مجموعة من الأغاني التي غناها عبد الحليم في أفلامه مثل «الحلو حياتي»، «هيّ دي هيّ»، «قولوله الحقيقة»، «بتلوموني ليه»، «في يوم في شهر في سنة» (التي تعدّ من أجمل ما غنّى عبد الحليم)، «جواب»، «راح..راح»، «الحلوة»، «بلاش عتاب» (وهي آخر أغنية عاطفية غناها عبد الحليم من ألحان كمال الطويل)، إضافة إلى ثلاث أغانٍ وطنية هي «ذات ليلة» عام 1959، و«بلدي يا بلدي» عام 1964، و«يا كويت يا حبيبة» عام 1970.
- كما التقيا مع الشاعر مأمون الشناوي أيضاً في مجموعة من الأغاني التي غناها عبد الحليم في أفلامه مثل «كفاية نورك»، «حلفني»، «بيني وبينك إيه»، «صدفة»، «في يوم من الأيام»، «بعد إيه»، إضافة إلى أغنية وطنية هي «إني ملكت في يدي زمامي» عام 1956.
- مع الشاعر صلاح جاهين التقيا في مجموعة من الأغاني الوطنية مثل «إحنا الشعب» عام 1956، «بالأحضان» 1961، «المسؤولية» 1963، «يأهلاً بالمعارك» 1965، «صورة» 1966، «ناصر يا حرية» التي ربما قدمت عند استقالة الرئيس جمال عبد الناصر إبان حرب يونيو 1967.
- مع الشاعر عبد الرحمن الأبنودي قدما مجموعة من الأغاني الوطنية أثناء حرب يونيو 1967، منها «إنذار»، «راية العرب»، «احلف بسماها»، «بالدم»، «اضرب»، «بركان الغضب»، «ابنك يقولك يابطل»، إضافة إلى أغنية «صباح الخير يا سينا» عام 1974.
- كما التقى كمال الطويل مع عبد الحليم في أغاني أخرى لشعراء آخرين مثل «حبيب حياتي»، «اللي انشغلت عليه»، «بيع قلبك»،(وكلها من تأليف حسين السيد)، «لا تلمني»، «على قد الشوق» (لمحمد علي أحمد، والأخيرة ساهمت في شهرة عبد الحليم)، «سمراء» (للأمير عبد الله الفيصل بن عبد العزيز آل سعود)، و«لقاء» (لصلاح عبد الصبور)، إضافة إلى أغانٍ وطنية مثل «حكاية شعب»، و«مطالب شعب» (لأحمد شفيق كامل)، و«خدني معاك يا هوى» (لمحمد حمزة).

## مع أفلام يوسف شاهين
كما قدم كمال الطويل الموسيقى التصويرية لفيلم «عودة الابن الضال» مع المخرج الراحل «يوسف شاهين» ومن كلمات «صلاح جاهين» وغناء «ماجدة الرومي» قبل أن يعتزل التلحين ليعود من جديد مجاملة للمخرج «يوسف شاهين» ويقدم معه الموسيقى التصويرية لفيلم «المصير» وعند رحيله أعاد «يوسف شاهين» تقديم موسيقى المصير في فيلم «إسكندرية نيويورك» الذي حمل إهداء خاصا إلى «كمال الطويل».

## مع مطربين آخرين
التقى مع مجموعة أخرى من المطربين في عدة أغان جميلة مثل:
- نجاة الصغيرة[1]

 الشوق والحب - استناني - لو يطول البعد - عيش معايا - لا تنتقد خجلي من أشعار سعاد الصباح.
- ليلى مراد في أغنية «ليه خلتني أحبك» (لمأمون الشناوي).
- فايزة أحمد في أغنيتي «أسمر يا أسمراني»(لإسماعيل الحبروك)، و«يا ما قلبي قاللي لأ».
- وردة الجزائرية في أغنية «بكرة يا حبيبي» الورد - أصلك تتحب - إسأل الحلوين
- لمحمد قنديل لحن «يا رايحين الغورية»، و«بين شطين ومية».
- سعاد حسني[3] لحّن لها أغاني فيلمي خلي بالك من زوزو وأميرة حبي أنا ومن أشهرها الدنيا ربيع وبمبي ولحّن لها أغاني مسلسل  هو وهي.
- لمحمد عبد المطلب لحّن «الناس المغرمين».
- ومن آخر ما لحّن كمال الطويل أغنية «علٌي صوتك بالغنا» التي غناها محمد منير.

## اقرأ أيضا
- موسيقى مصرية

## روابط خارجية
- كمال الطويل على موقع IMDb (الإنجليزية)